# アスケラン地区 (ナゴルノ・カラバフ自治州)
アスケラン地区（アスケランちく、ロシア語: Аскеранский район, アルメニア語: Ասկերանի շրջան, アゼルバイジャン語: Әсҝәран рајону）はアゼルバイジャン・ソビエト社会主義共和国領ナゴルノ・カラバフ自治州に1930年から1991年まで存在した地区。1978年からアスケランを首府とし、面積は900平方キロメートル。

## 沿革
1930年8月8日に「ステパナケルト地区」(Степанакертский район, Ստեփանակերտ շրջան, Степанакерт рајону) として設置された。ステパナケルトを中心都市としていたが、ステパナケルト自体は地区からは独立した行政的地位にあった。1978年5月15日のアゼルバイジャン最高会議 (ru) 幹部会令によって「アスケラン（アスゲラン）地区」と改称され、首府はアスケランに移された。1991年の「ナゴルノ・カラバフ共和国」成立に伴いアルメニア人勢力はここをその行政区画「アスケラン地区」としたが、一方のアゼルバイジャン最高会議は同年11月26日の自治州解体に伴いアスケラン地区も廃止し、新設されたホジャル県にその領域を移すことを決定した (s:az)。2020年の第二次ナゴルノ・カラバフ戦争により、南端部はアゼルバイジャン軍に占領され、そのままアゼルバイジャン領に復帰した。

## 人口推移
地区の民族別人口は以下のように推移している。
- 総人口
- アルメニア人
- アゼルバイジャン人
- ロシア人

## 行政区分
1977年の時点で、ステパナケルト地区にはアスケラン労働集落と52の村、そしてそれらを管轄する1つの集落ソビエトと16の村ソビエトが存在した。
- アスケラン集落ソビエト
  - アスケラン（ロシア語版）
- アグブラク村ソビエト
  - アグブラク（ロシア語版）
  - ダグラズ（アゼルバイジャン語版）
- バッルィジャ村ソビエト
  - バッルィジャ（アルメニア語版）
  - メフディシェン（アゼルバイジャン語版）
  - ハナザフ（アルメニア語版）
  - ジャミッリ（ロシア語版）
- ガロヴ村ソビエト
  - ガロヴ
  - ダグダガン（アルメニア語版）
- ダシュブラク村ソビエト
  - ダシュブラク（アルメニア語版）
  - スンジンカ (az)
  - ダグラヴ（英語版）
  - バダラ（アルメニア語版）
  - ハンツク（アゼルバイジャン語版）
- カラブラク村ソビエト
  - カラブラク（アルメニア語版）
  - デミルチリャル（アゼルバイジャン語版）
  - マダトケンド（英語版）
  - モシュフマート（アゼルバイジャン語版）
- カルミルギュフ村ソビエト
  - カルミルギュフ（アルメニア語版）
  - ハチュマチュ（アゼルバイジャン語版）
  - ヴェリン・スィズネク（ロシア語版）
  - ネルキン・スィズネク（アゼルバイジャン語版）
- コサラル村ソビエト
  - コサラル（アゼルバイジャン語版）
  - ジャンガサン (az)
  - ジャヴァドラル (az)
  - バシュケンド (az)
  - ヤロバケンド (az)

- ナヒチェヴァニク村ソビエト
  - ナヒチェヴァニク（ロシア語版）
  - ピルジャマル（ロシア語版）
  - アランザミン（アルメニア語版）
- ニュラギュフ村ソビエト
  - ニュラギュフ（アルメニア語版）
  - サルダラシェン（アゼルバイジャン語版）
  - クィシュラク（ロシア語版）
  - レヴ（ロシア語版）
- サルシェン村ソビエト
  - サルシェン（アゼルバイジャン語版）
- ハナバド村ソビエト
  - ハナバド（アゼルバイジャン語版）
  - ネルキン・クィルィチュバグ (en)
  - キャトゥク（アルメニア語版）
- フンズリスタン村ソビエト
  - フンズリスタン（アルメニア語版）
  - イリス（アゼルバイジャン語版）
  - セイディシェン（アゼルバイジャン語版）
  - ウルバブ (en)
- ホジャルィ村ソビエト
  - ホジャルィ（ロシア語版）
  - カルヴィントレスタ第2ソフホーズ
- フラモルト村ソビエト
  - フラモルト（ロシア語版）
  - ダシュバシュイ (az)
  - ファルフ（アゼルバイジャン語版）
- チャナフチ村ソビエト
  - チャナフチ（アゼルバイジャン語版）
  - スグナフ（英語版）
- シュシケンド村ソビエト
  - シュシケンド（アルメニア語版）
  - ムヒタリケンド (az)
  - ダシュシェン（アゼルバイジャン語版）